# 紅色警戒 (電影)
是美國導演泰倫斯·馬利克所執導的電影，於1998年上映。劇情描述美國陸軍在第二次世界大戰期間參與的瓜達爾卡納爾島戰役。《细细的红线》獲得柏林影展金熊獎，並入圍7項奧斯卡獎。影片改编自詹姆斯·瓊斯 (作家)所著的1962年同名小说，也是该小说的第二部改编电影，首部为1964年安德鲁·馬頓（Andrew Marton）执导的黑白电影。

## 劇情簡介
在大规模的瓜達爾卡納爾島戰役中，美國陸軍第25步兵師27團2營的C連因设法要从日本軍手中夺下210号高地，全连从登陆开始到持续数月筋疲力尽的厮杀与流血，从丛林中巡逻侦察到夜宿野地和受伤躺在医院，一直到生存者最后的离去，皆被深刻且真实地在片中描绘出来。
这种生命与共同仇敌所产生出的情感对这一连士兵的影响远远超过了夺回阵地的喜悦。西恩·潘（Sean Penn）在红色警戒中饰演士官长威尔士，為一位沈默而愤世的杀敌高手。上尉布格由艾理斯·寇迪（Elias Koteas）所饰演，他是一位心地善良的希臘裔美國人，终于以身为军人的使命感而减轻了他为战争而沾满血腥所产生的罪恶感。吉姆·卡維佐（Jim Caviezel）饰演一位出生在肯塔基州的理想主义者伟特。在重新加入C连不久后又临阵脱逃。班·卓别林（Ben Chaplin）飾演贝尔，他深爱著妻子却又担心妻子在分开期间投入他人怀抱。上校托尔由尼克·诺特（Nick Nolte）所飾演，他是一位野心勃勃的领导者，下令要攻下210号高地，纵使要牺牲无以数计的士兵性命或是整个C连也在所不惜。

## 製作
《细细的红线》的主體拍攝於1997年6月23日開始，於澳大利亚進行製作。

## 票房
《细细的红线》於1998年12月25日首映，雖然只限於五間電影院，《细细的红线》的首個週末票房為$282,534美元。這部影片後來於1999年1月15日在1,528間電影院廣泛上映，當時首個週末票房為970萬美元。《细细的红线》的全球票房總共為98,126,565美元。

## 評價
《紅色警戒》獲得的評價普遍都是非常正面的。爛番茄的電影評等給予《紅色警戒》78％的正面評價，頂尖評論家的評價更達到95％的正面評價，Metacritic的評價則為78分。影評人吉尼·席斯科（Gene Siskel）形容《紅色警戒》為“當代最優秀的戰爭片，超過美國著名導演史蒂文·斯皮尔伯格於同一年稍早上映的戰爭片《搶救雷恩大兵》，甚至可能是1986年奧利弗·斯通執導的《前進高棉》以來最出色的戰爭片。影評人羅傑·艾伯特並未如此喜歡《紅色警戒》，只給予《紅色警戒》三顆星的評價，他說「他對《紅色警戒》感到困惑，並認為《紅色警戒》其實是未完成的電影」。因为透过电影的风吹草动野外影像，显现当时美军面对日军埋伏时恐惧也紧张的伤歎，影評人理查德·威廉姆森（Richard Corliss）在他的《時代雜誌》影評中寫道：「一些電影讓故事情節真實，而這一部電影則表達出情感的真實，維持智慧的心裡歷程，也是泰倫斯·馬利克上一部電影《天堂之日》以來最賞心悅目的作品之一」。邁克·克拉克於《今日美國》中給予《紅色警戒》四星級的滿分評價 。歐文·葛雷博曼（Owen Gleiberman）在《娛樂周刊》的影評中給予《紅色警戒》B-的評價。

## 獎項
《紅色警戒》獲得奧斯卡金像獎最佳攝影獎、最佳導演獎、最佳剪輯獎、最佳原創音樂獎、最佳影片獎、最佳音效獎與最佳改編劇本獎的提名，總共入圍7項大獎，雖然《紅色警戒》最終未能贏得任何一個獎項。然而，這部電影後來於1999年在第49屆柏林國際電影節中榮獲最佳影片金熊獎。《紅色警戒》於1998年被國家影評人協會頒發最佳攝影獎。《時代雜誌》排名在1998年十大最佳電影名單中將《紅色警戒》列為第6名。《芝加哥讀者報》（Chicago Reader）的電影評論家喬納森·羅森鮑姆（Jonathan Rosenbaum），將《紅色警戒》視為1999年第2最喜歡的電影。美國導演马丁·斯科塞斯在羅傑·埃伯特的電視節目中《紅色警戒》將列為20世紀90年代中他第2喜愛的電影。泰倫斯·馬利克也入圍美國導演公會（DGA-the Directors Guild of America）最佳導演獎。

## 外部連結
- 爛番茄上《紅色警戒》的資料（英文）
- 互联网电影数据库（IMDb）上《紅色警戒》的资料（英文）
- 豆瓣电影上《紅色警戒》的資料 （简体中文）
- AllMovie上《紅色警戒》的资料（英文）